# Distrito de Gopalganj
Gopalganj (en bihari; गोपालगंज) es un distrito de India en el estado de Bihar. Código ISO: IN.BR.GO.
Comprende una superficie de 2 033 km².
El centro administrativo es la ciudad de Gopalganj.

## Demografía
Según censo 2011 contaba con una población total de 2 558 037 habitantes.

## Localidades
- Barauli